# ДОТ № 131 (КиУР)

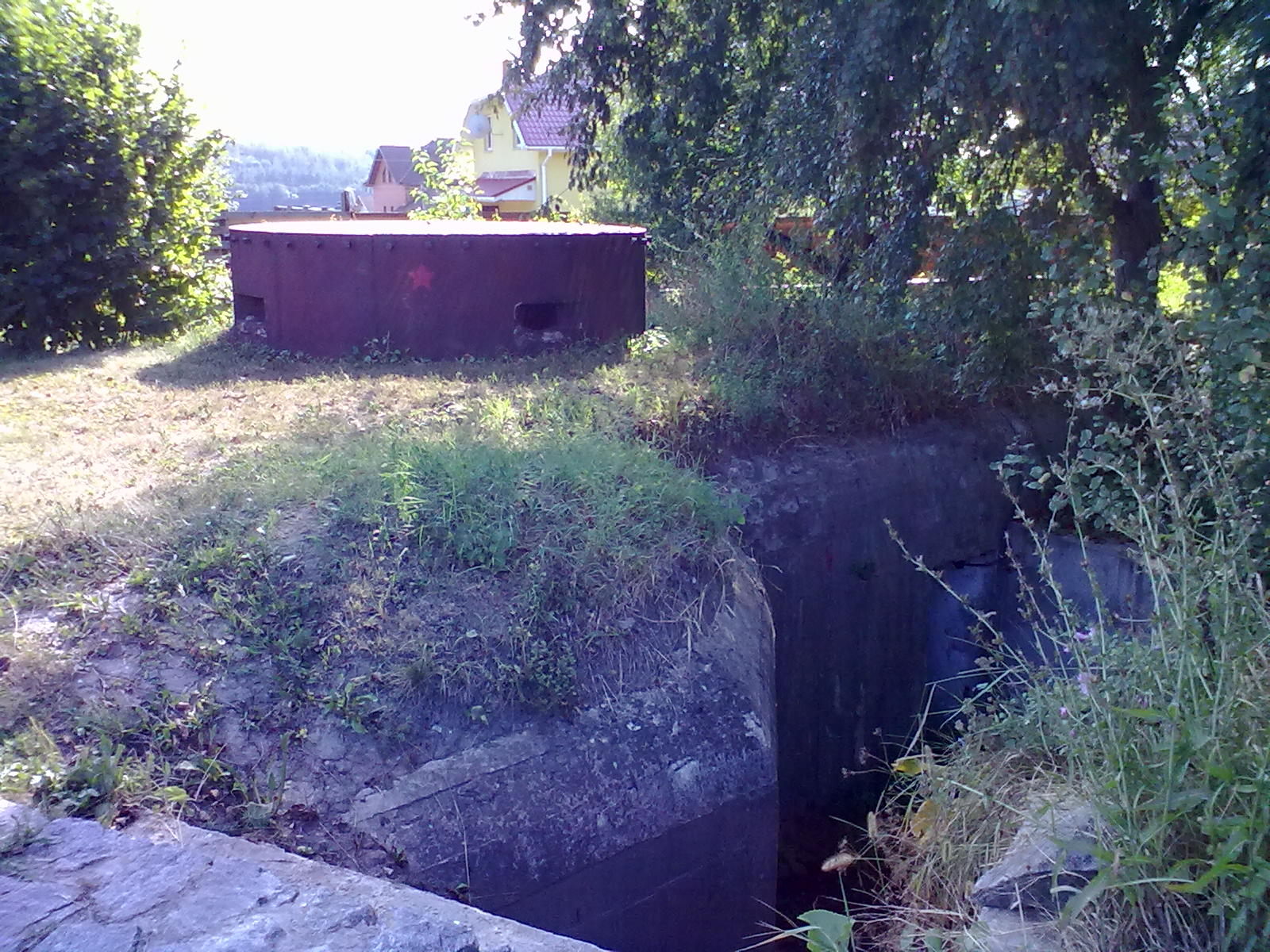
ДОТ № 131. Вид з північного-сходу (з тилу).

50°17′29″ пн. ш. 30°29′22″ сх. д. / 50.29139° пн. ш. 30.48944° сх. д.
ДОТ № 131 — довготривала оборонна точка, що входила до складу першої лінії оборони Київського укріпленого району. Пам'ятка історії місцевого значення.

## Історія

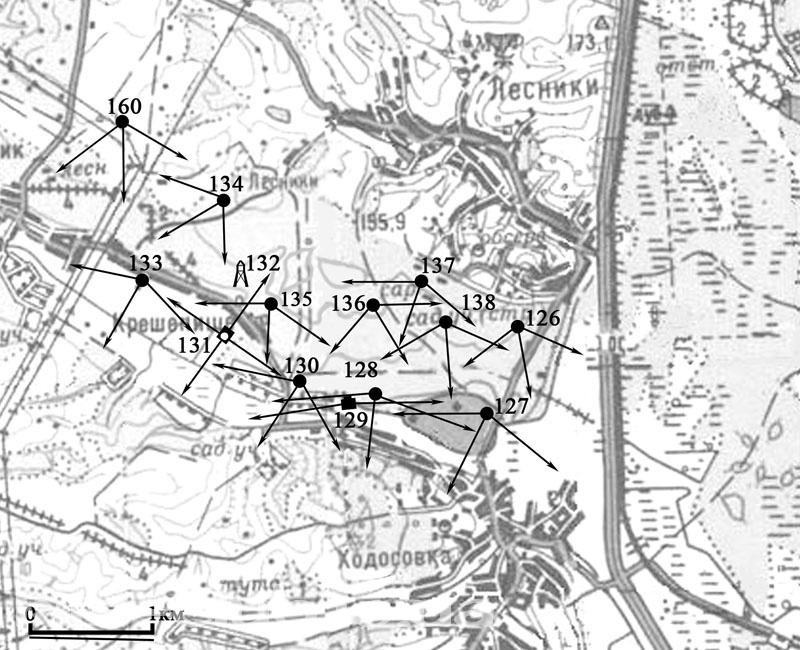
ДОТ № 131 у системі оборони 8-го БРО КиУР

Кулеметний ДОТ № 131 — одна з найпримітніших споруд на південній ділянці КиУР. Це одноповерхова залізобетонна споруда з кількома приміщеннями всередині. Належить до типу «Б». Тобто споруда могла витримати 1 пряме влучання 203-мм гаубиці та мала протихімічне приміщення на випадок застосування супротивником отруйних газів. У бронековпаку розташовані чотири амбразури для максимум 2 кулеметів. Також є 2 амбразури для оборони входу. Сам бронековпак, завдяки своїм малим розмірам, робив ДОТ менш примітним та полегшував його кругову оборону, спрощував маскування споруди та ускладнював її ураження артилерійським вогнем. Недоліком такої конструкції була відсутність перископа. Це ускладнювало спостереження за полем бою.
Організаційно ДОТ входив до складу 8-го батальйонного району оборони (БРО) КиУРа, що прикривав район села Кременище. На момент початку Німецько-радянської війни гарнізон складався із військовослужбовців 28-го окремого кулеметного батальйону КиУР під командою лейтенанта Якуніна Василя Петровича. Під час першого генерального штурму КиУРа, що розпочав 29-й армійський корпус німців 4 серпня 1941 року, ДОТ Якуніна було атаковано штурмовими групами 95-ї піхотної дивізії. Вони закидали оборонну споруду зарядами вибухівки, пошкодивши між іншим підлогу бронековпака, та залили вогнепальною сумішшю з вогнеметів. Після закінчення боїв місцеві жителі поховали загиблий гарнізон неподалік його ДОТу.

## Сьогодення
ДОТ збережений і перебуває у доброму стані, дуже популярний серед київських краєзнавців та екскурсоводів, має статус пам'ятки історії місцевого значення.

## Галерея

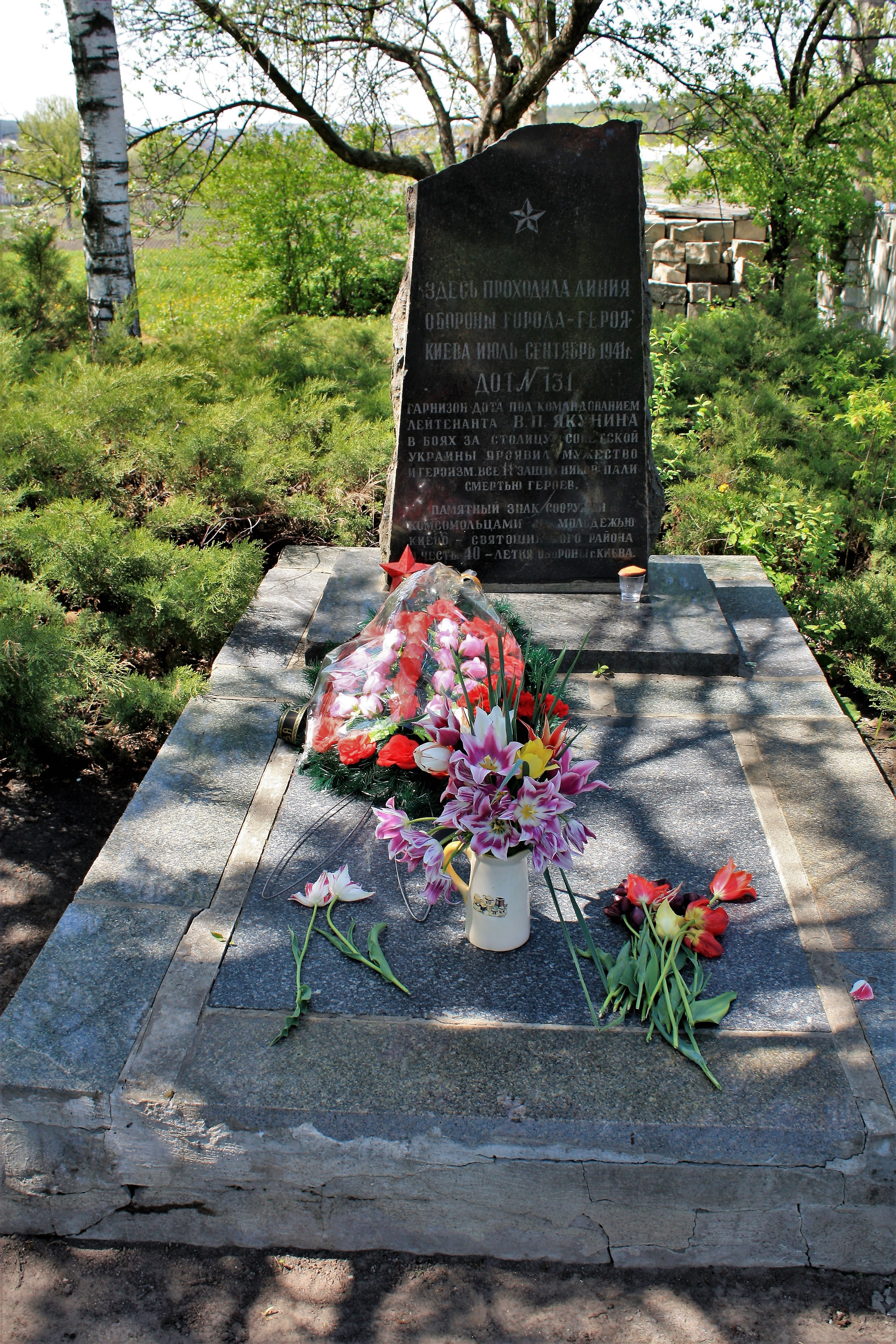
Могила гарнізону ДОТ № 131.
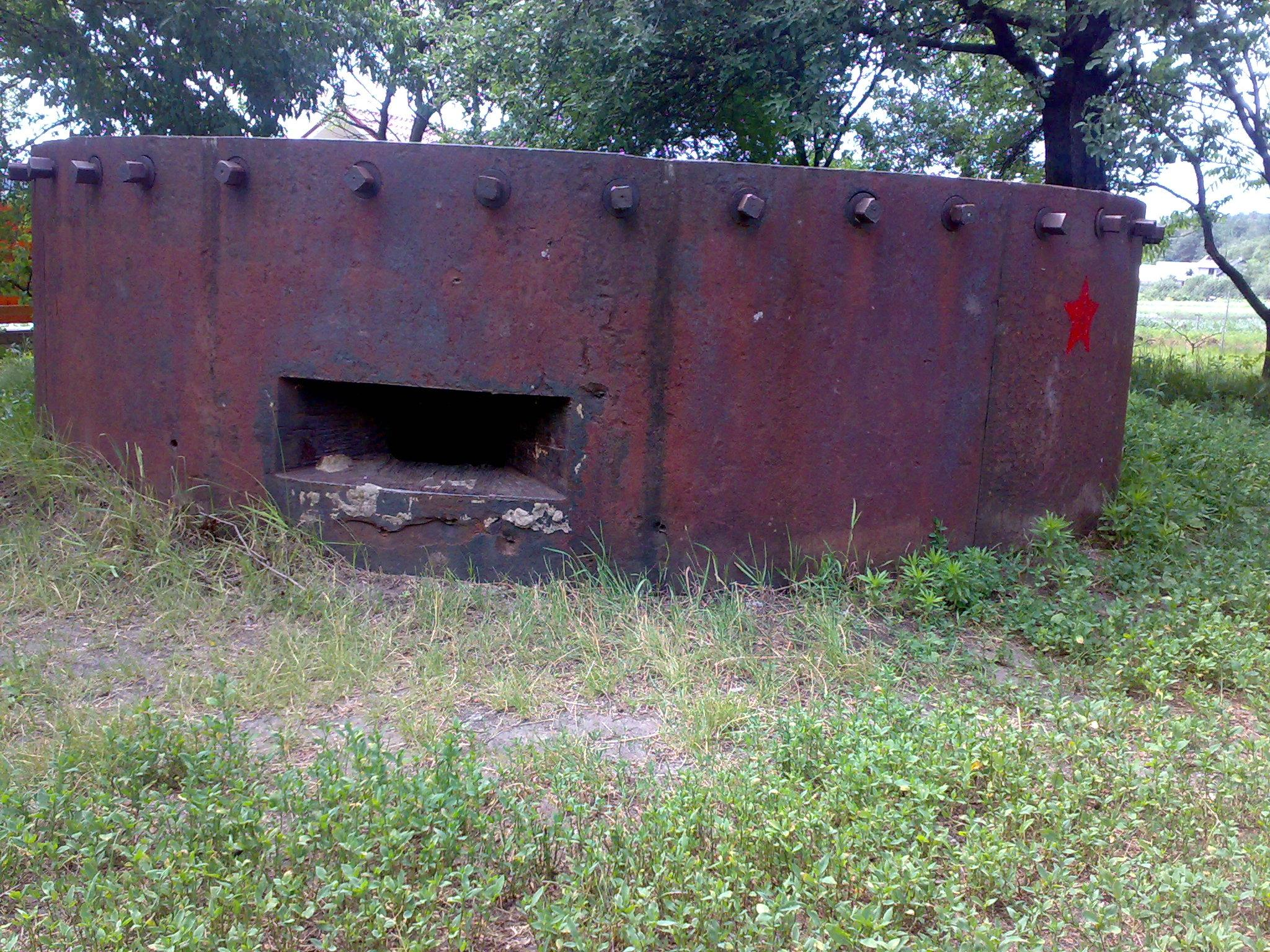
Вид на бронековпак.
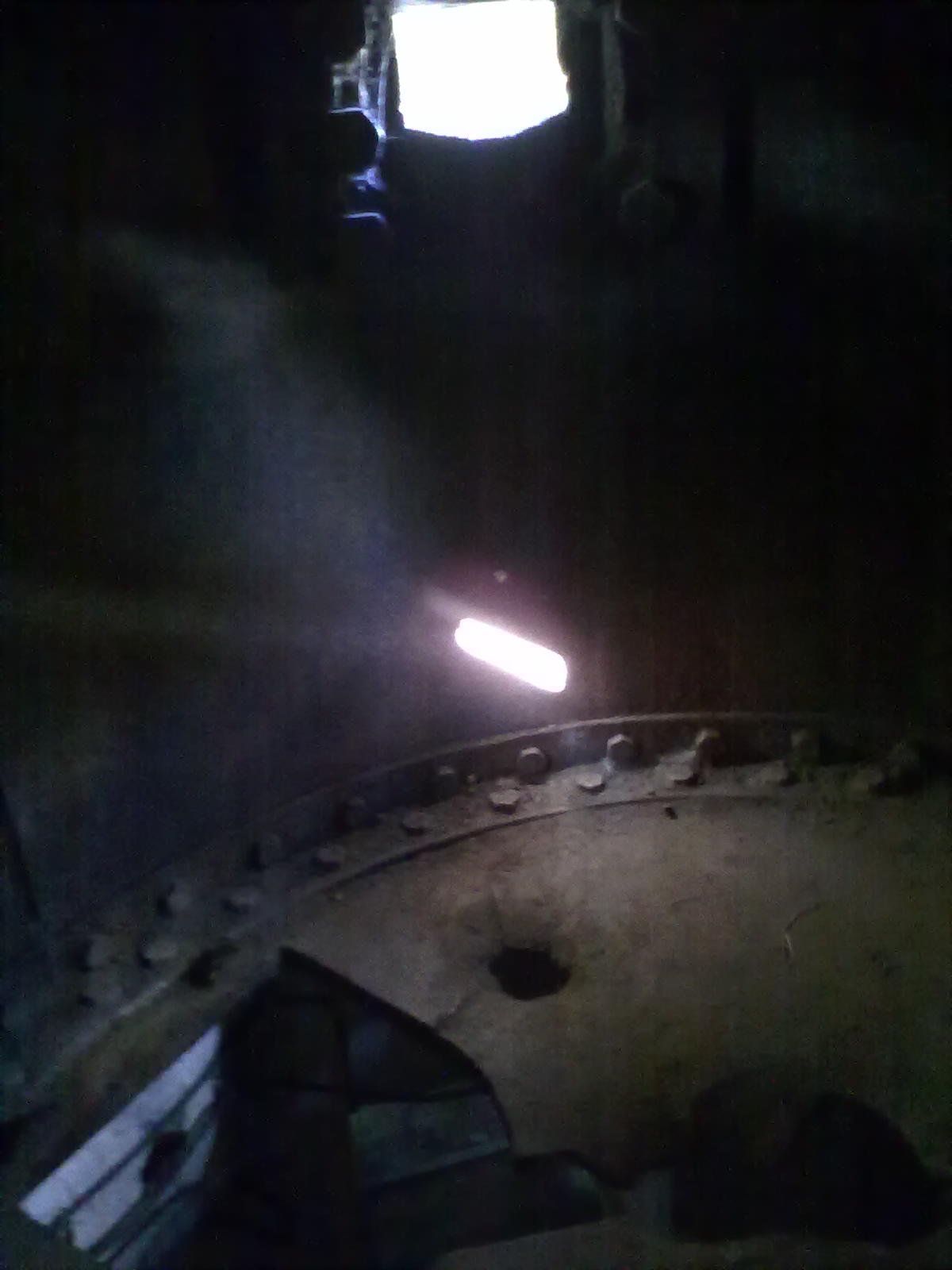
Вид на підлогу бронековпака, що пробито вибухом заряду під час штурму у 1941 році.
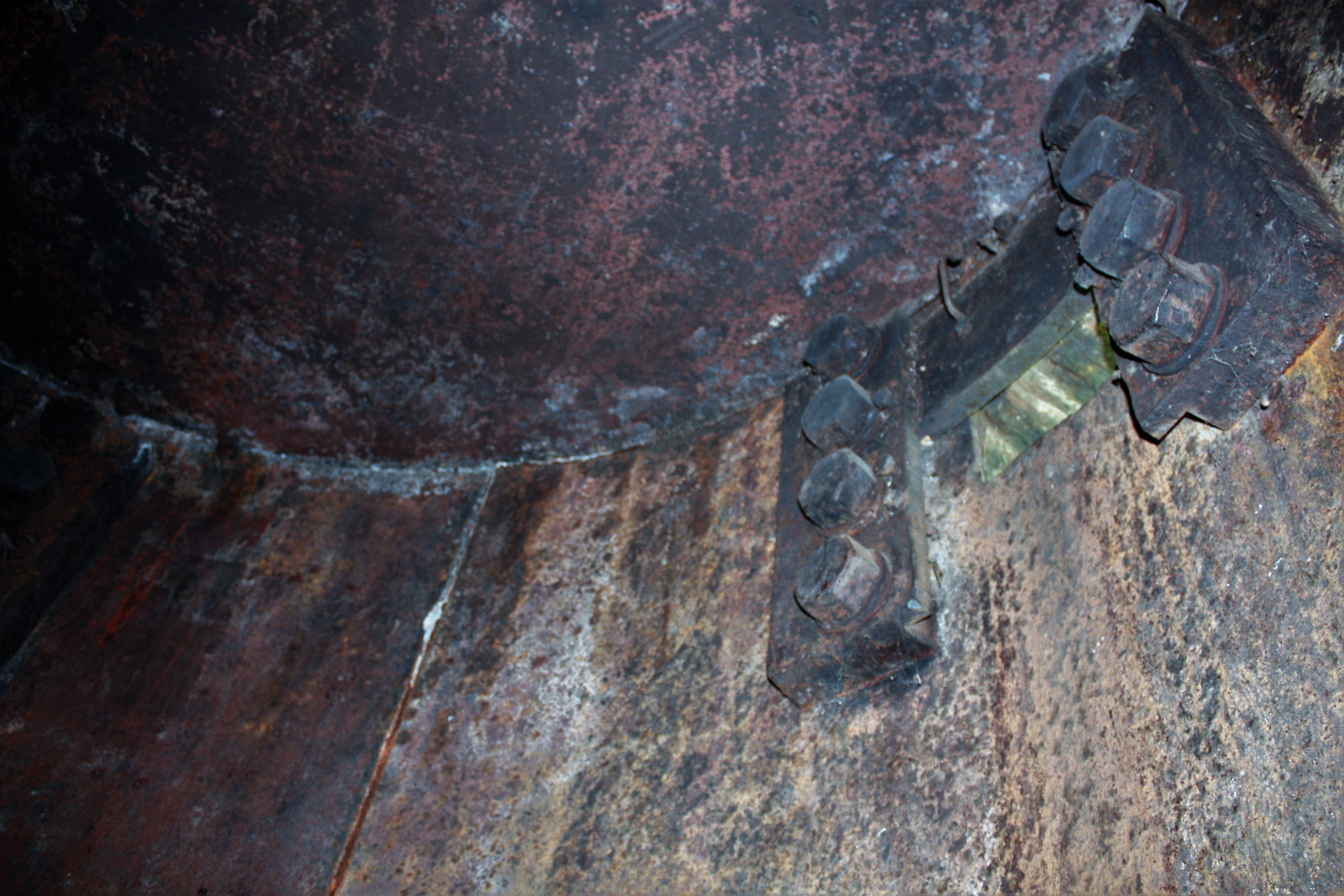
Вид на стелю та амбразуру бронековпака.